# Jamie Storr
Jamie Storr, född 28 december 1975, är en kanadensisk före detta professionell ishockeymålvakt som tillbringade tio säsonger i den nordamerikanska ishockeyligan National Hockey League (NHL), där han spelade för ishockeyorganisationerna Los Angeles Kings och Carolina Hurricanes. Han släppte in i genomsnitt 2,54 mål per match och hade en räddningsprocent på .908 samt 16 nollor (inte släppt in ett mål under en match) på 219 grundspelsmatcher mellan 1994 och 2004. Storr spelade även på lägre nivåer för Lowell Lock Monsters, Springfield Falcons, Utah Grizzlies och Philadelphia Phantoms i American Hockey League (AHL), DEG Metro Stars i Deutsche Eishockey Liga (DEL), Phoenix Roadrunners och Long Beach Ice Dogs i International Hockey League (IHL) och Owen Sound Platers och Windsor Spitfires i Ontario Hockey League (OHL).
Han draftades i första rundan i 1994 års draft av Los Angeles Kings som sjunde spelare totalt.